# De schat van Beersel
De schat van Beersel is het vijfentwintigste stripverhaal uit de reeks van Suske en Wiske. Het is geschreven en getekend door Willy Vandersteen. 
Het verhaal werd – als onderdeel van de toenmalige blauwe reeks – oorspronkelijk gepubliceerd in het stripweekblad Kuifje van 23 juli 1952 tot en met 8 oktober 1953. De eerste albumuitgave was in 1954, als vierde verhaal in de blauwe reeks met albumnummer 3. 
In 1971 verscheen De schat van Beersel in ingekorte vorm opnieuw in de Vierkleurenreeks, hier met albumnummer 111. De oorspronkelijke versie is in 1983 voor het eerst bibliofiel heruitgebracht. In 1995 volgde nog een heruitgave van het integrale verhaal in Suske en Wiske Klassiek, dewelke in 2010 door Het Laatste Nieuws nogmaals werd uitgegeven. 

## Locaties

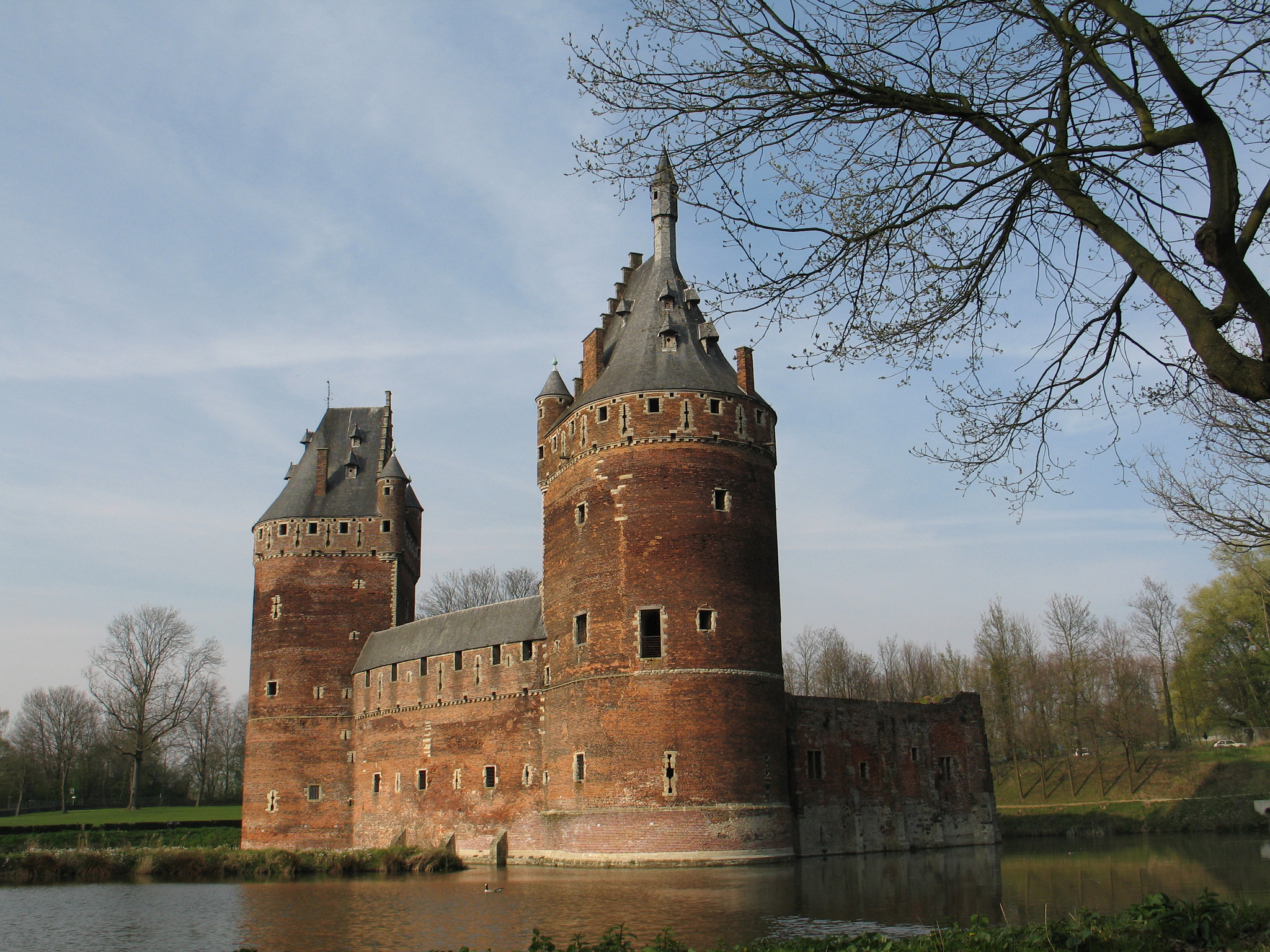
Het kasteel van Beersel in het echt

- Beersel met het kasteel van Beersel met de Meestentoren, Herberg van de Ridder, het Eksterbos, Eigenbrakel

## Personages
- Suske, Wiske, Lambik,  Madeleine Fleuve, Isodoor (gids), rijkswachters, mijnheer Priem (hypnotiseur)[1], Hendrik van Witthem (de graaf van Beersel) en zijn vrouw Isabella van Spout, de heer Philips van Kleef, een ca. 5 jaar oude Philips van Witthem (in het verhaal "Philippeke"), hofmeester en hofdames Aldegonde en Rosamunde, ruiters, waarzegster, valkenier, Alwina (heks en moeder van de valkenier), bode van keizer Maximiliaan I, Eugide en de derde drielingbroer

## Het verhaal
Suske, Wiske en Lambik zijn  op het kasteel van Beersel, waar ze de toneelvoorstelling “Geen verlof voor de musketiers” van Jean Ray (John Flanders) bezoeken. De actrice Madeleine Fleuve, die de rol heeft van kasteelvrouw, maakt plotseling een val als ze hevig schrikt van een reusachtige groene vleermuis die vanuit het niets opduikt. Het publiek vlucht weg. De vrienden besluiten de toren in te gaan op zoek naar het geheimzinnige monster, dat even later een korte confrontatie heeft met Wiske. 
Isodoor, de gids, vertelt dat het gaat om een spook dat sinds 1438 in het kasteel rondwaart. In de “Herberg van de Ridder” laat Isodoor gravures zien van de kasteelheer van Beersel, Hendrik van Witthem III, diens vrouw Isabella van Spout en hun valkenier. Het zoontje van de valkenier liet ooit per ongeluk de beste valk van Van Witthem ontsnappen. De valkenier wilde zijn zoon niet verklikken, waarna hij door Van Witthem voor straf in de vergeetput werd gegooid. Alwina, de moeder van de valkenier, was echter een heks en zij wreekte haar zoon; ze betoverde een toevallig passerende vleermuis, zodat er groot onheil over het slot zou komen wanneer deze vleermuis weer zou opduiken. Het kasteel werd inderdaad verwoest in 1489, toen Brusselaars het kasteel aanvielen en de vleermuis tijdens de strijd weer verscheen. 
Als Isodoor na dit verhaal wil vertrekken, verliest hij een stukje perkament. Dan is ook de vleermuis weer ter plekke en probeert het perkament te pakken te krijgen. Dit mislukt doordat Wiske het perkament omwisselt voor een gewoon briefje. De vrienden lezen in het perkament dat er een geheime schatkamer ergens in het slot moet zijn. De vleermuis belt die avond de vrienden op en zegt dat hij het echte perkament binnen 24 uur zelf wil hebben. Lambik haalt ter bewaking zijn souvenirs uit de Eerste Wereldoorlog van 1914-1918 tevoorschijn. De volgende ochtend raken Suske, Wiske en Lambik bedwelmd door een middel dat in de melkfles is gedaan en het perkament wordt toch gestolen. Als de drie vrienden ’s nachts naar het kasteel gaan, zien ze bij de ingang een geheimzinnige zwevende hand die hen waarschuwt niet in het kasteel op zoek te gaan. Op de binnenplaats ontmoeten ze Isodoor weer. Ze ontdekken dat de hand van gips is gemaakt en aan een dun touwtje hangt. De schat blijkt al gestolen te zijn. Dan wordt de vleermuis door een andere vleermuis aangevallen en valt met schatkist en al in de gracht. De volgende dag weet Wiske de kist weer op te duiken, maar dan lijkt er op het eerste gezicht niets in te zitten. Lambik wil nu de politie waarschuwen. Isodoor vertrekt onverwachts snel.
Dan blijkt dat de kist toch niet leeg was; Wiske laat aan Suske een zwaard uit de kist zien, met daarop de initialen van Philips van Witthem en een schatkaart van het kasteel. Het is dus duidelijk dat de schat nog helemaal niet is gevonden.  Wiske vertrouwt Isodoor niet en ze ontdekt ook dat de kist nog gloednieuw is. In de kist blijkt een knoop van Isodoors vest te zitten. Op weg naar de politie wordt Lambiks auto beschoten door de vleermuis en hij botst tegen een boom. Suske haalt intussen roest van het zwaard en ontdekt een ander gedeelte van de schatkaart. Samen met Wiske gaat hij op zoek in de torenzolder en hier vinden ze Isodoor en de vleermuis. Isodoor heeft al zijn knopen nog, maar de vleermuis blijkt Eugide te zijn, de broer van Isodoor. Isodoor en Eugide biechten de waarheid op: ze zijn twee broers uit een drieling en vroeger waren ze acrobaten. Ze verstoorden de toneelvoorstelling doelbewust in hun vermomming als vleermuis, om zo ongestoord op zoek te kunnen gaan naar de schat die zich nog altijd ergens in het kasteel moet bevinden. 

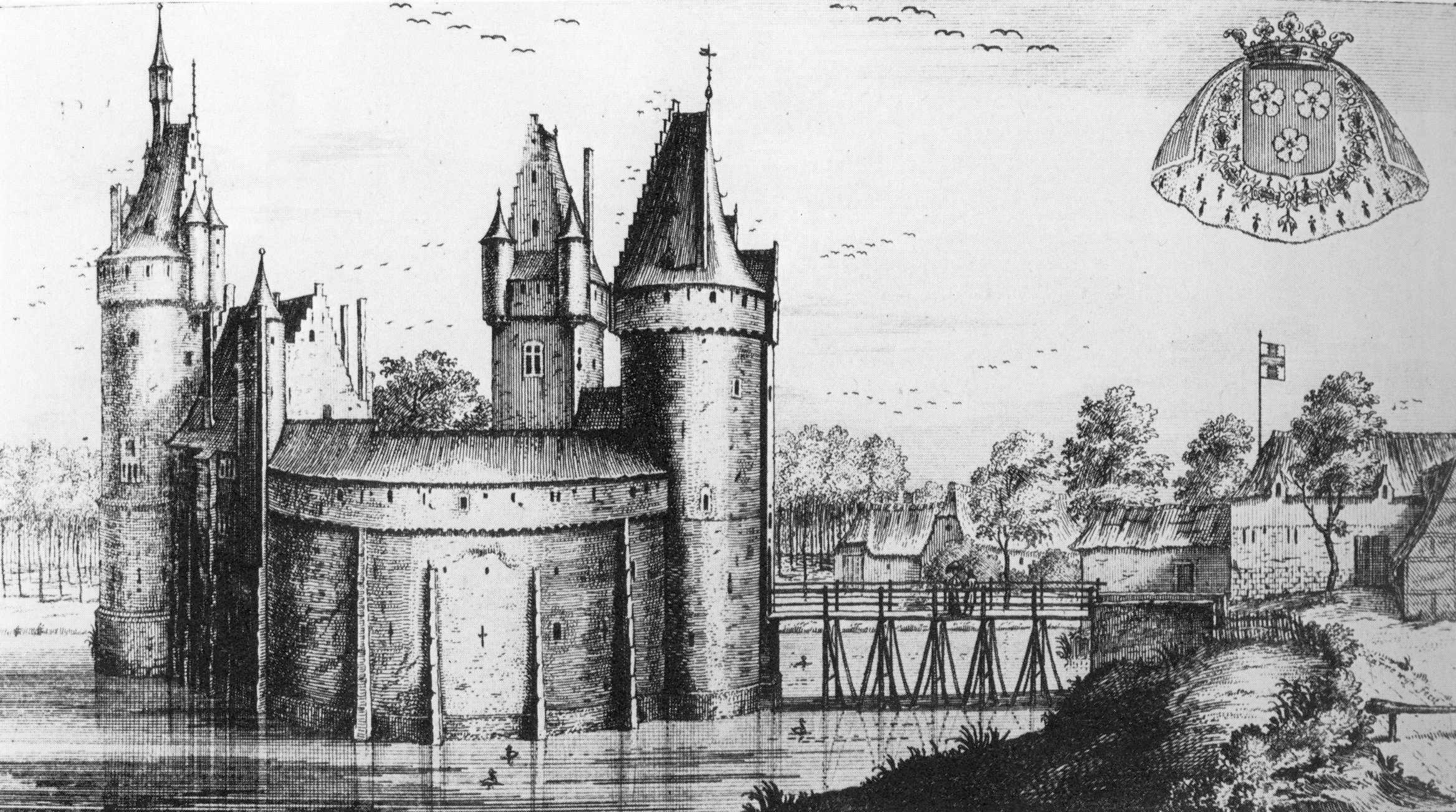
Het kasteel van Beersel in 1690

Lambik ontmoet toevallig de hypnotiseur Priem,  een oude bekende van de drie vrienden. Samen gaan ze naar het kasteel en verslaan twee van de drie broers. Maar dan weet de derde broer de drie vrienden en Priem op te sluiten in een geheime kerker. Priem hypnotiseert Suske, Wiske en Lambik en brengt ze op deze manier naar het Brabant van de vijftiende eeuw, zodat ze daar de bouwplannen van het kasteel kunnen bemachtigen. 
De vrienden zijn nu landbouwers in de vijftiende eeuw en ze herinneren zich niets meer van hun eigenlijke leven in de 20e eeuw. Wiske redt de graaf van Beersel, Hendrik van Witthem, van een aanval van een hert. De graaf moet enkele dagen blijven om van zijn verwondingen te herstellen en Lambik wordt naar het kasteel gestuurd om zijn zoon Philips te halen. Lambik en Philippeke worden door vier ruiters begeleid, maar komen in het bos in een hinderlaag van de heer van Kleef terecht. Ze kunnen de aanval afslaan en de vrienden gaan enkele dagen later met de graaf mee naar zijn kasteel. De kleuter Philippeke gedraagt zich zeer verwend, en zwaait met een enorm zwaard. Een waarzegster voorspelt Lambik de toekomst en die avond vraagt Lambik naar onderaardse geheime gangen. De graaf vertelt dat alleen zijn valkenier wist waar de geheime gangen waren, de echte reden dat deze man in de vergeetput werd gegooid. De heer van Kleef gaat nu naar Alwina, die wil helpen het slot te verwoesten. De graaf krijgt een brief van keizer Maximiliaan I waarin over een opstand van gemeenten wordt geschreven, waarop hij vertrekt om hulp te bieden aan de keizer. Hendrik vertelt zijn zoontje nog waar de geheime gangen zich bevinden voordat hij vertrekt.
Lambik krijgt een brief van Philips van Kleef en Ravenstein, waarin Hendrik wordt uitgedaagd tot een duel in het Eksterbos. Omdat de graaf net vertrokken is besluit Lambik in Hendriks plaats het duel zelf aan te gaan, zodat Hendrik niet als lafaard zal worden aangezien. De onsportieve heer van Kleef heeft handlangers meegenomen, die door Lambik en de stoutmoedige Philippeke echter worden verslagen. Dan zijn ook Suske en Wiske ter plekke, zij vertellen dat het duel een list was om het kasteel aan te kunnen vallen. Een legermacht is op weg naar het kasteel en ze zijn uitgerust voor een langdurig beleg. Philippeke vertelt dat er voor twee maanden voedsel aanwezig is. Isabelle is intussen met de hofdames naar Eigenbrakel gevlucht. Het kasteel wordt in staat van verdediging gebracht en Philippeke zegt dat Maximiliaan de heer van Kleef zwaar zal straffen voor wat hij nu doet. De aanval gaat door, alhoewel de muren te sterk blijken voor de wapens van de aanvallers. Alwina vertelt de heer van Kleef dat haar zoon nog leeft en zonder dat iemand dat weet nog gewoon in het kasteel woont.
Alwina en de heer van Kleef sturen een uil met een boodschap naar de valkenier. Deze schrijft een brief terug waarin hij verklaart te zullen helpen. De uil wordt met een grote zak opnieuw naar de valkenier gestuurd. Alwina verschijnt tijdens de aanval op een vlot en kondigt aan dat haar vloek nu zal zorgen voor de vernietiging van het slot. Ook de betoverde vleermuis verschijnt en de mannen raken in paniek. Hierdoor kan een stormtoren het kasteel bereiken en de vrienden moeten zich terugtrekken in de Meestertoren. Daarvoor tart Philippeke nog de heer van Kleef, door zoals steeds totaal niet bang te zijn en hem te raken met een katapult. Binnen slaat de kleuter Lambik tot ridder en de aanvallers nemen even rust voordat ze de versterkte toren zullen aanvallen. ’s Nachts komt de vleermuis in de toren, Lambik merkt dit terwijl hij nog half slaapt. De vleermuis bedreigt Philippeke en wil in ruil voor de schat de vrienden laten ontsnappen via de geheime gangen. Suske en Lambik worden in een kist opgesloten en Philippeke vertelt de vleermuis dat hij het zwaard met de schatkaart in het water heeft laten vallen. In een nis achter het bed van Philip is een kopie van de schatkaart verbogen. De vleermuis vlucht hiermee weg, nadat Wiske nog probeerde hem tegen te houden.
Wiske en Philip bevrijden Suske en Lambik. Ze vinden ook de geheime gang waardoor de vleermuis is verdwenen. De vrienden vinden even later de valkenier, die hen alles vertelt. Philippeke vindt dat deze man genoeg gestraft is nu hij zo lang in de vergeetput heeft moeten zitten. Hij laat de valkenier en Alwina gaan, op voorwaarde dat ze de streek verlaten. Dan lukt het de mannen van de heer van Kleef de deur van de toren op te blazen en ze bestormen de toren. Philippeke wacht ze dapper op en is zoals steeds nergens bang voor. De vrienden willen vluchten door de geheime gang, maar dan blijkt deze te zijn ingestort door de ontploffing. De heer van Kleef laat zijn mannen brandende pek in de tunnel gooien; de vrienden zitten in de val. Philip is de toren in gevlucht en ziet dat zijn vader terugkeert. De belegeraars worden verslagen en moeten vluchten. Suske, Wiske en Lambik worden hierna nooit teruggevonden; Priem heeft de drie vrienden op tijd teruggehaald naar de 20e eeuw, voordat ze in de vlammen zouden omkomen.
Lambik herinnert zich waar de geheime gang is en de vrienden en mijnheer Priem kunnen zo uit het kasteel ontsnappen. De drielingbroers zijn in de slotgracht op zoek naar de schat en kunnen eindelijk de geheime gang openen, maar Lambik vindt de schat net iets eerder. De broers vinden alleen een briefje van de vrienden en worden na een hevige ruzie ingerekend door de rijkswacht. De vrienden bekijken thuis de schat van Beersel, die ze zullen delen met mijnheer Priem en waarvan een groot gedeelte naar de Staat zal gaan.

## Achtergronden bij het verhaal
- Het feodaal slot van Beersel (13 kilometer van Brussel) uit 1300, waar het grootste deel van het verhaal zich afspeelt, werd meerdere malen herbouwd. Het werd in 1928 gerestaureerd en tot museum gemaakt door de “Liga der vrienden van het Kasteel van Beersel”.
- Door bezoekers van de fansite "Suske en Wiske op het WWW" werd dit verhaal in 2014 verkozen tot het meest populaire uit de tot dan toe verschenen verhalen.[2]
- De naam 'Lambik' komt van het spontaan gegiste, platte streekbier lambi(e)k waar Vandersteen zelf verzot op was, en waarmee ook geuze gemaakt wordt. Beersel heeft nog twee geuzes: Oud Beersel en 3 Fonteinen, die ook zelf nog lambik brouwt.
- De heer Priem is ook de landloper die de vrienden heeft gehypnotiseerd in het album De Tartaarse helm.
- In het laatste plaatje is deze keer Lambik te zien in plaats van Wiske.

## Achtergronden bij de uitgaven
De eerste albumuitgave was in de blauwe reeks in 1954. In januari 1971 werd het album heruitgegeven in de vierkleurenreeks, voor deze heruitgaven werd de voor de blauwe reeks gewijzigde tekenstijl weer gedeeltelijk aan de rode reeks aangepast en werden de albums ingekort.